# Além do Horizonte (Eugene O'Neill)
Além do Horizonte (Beyond the Horizon) é uma peça de teatro do dramaturgo norte-americano e Prémio Nobel Eugene O'Neill. Foi a sua primeira peça de grande fôlego, tendo ganho o Prémio Pulitzer de Teatro de 1920.

## Visão geral
O enredo decorre numa fazenda agrícola algures nos EUA durante a primavera e depois avança para três anos mais tarde, no verão e, finalmente, para 5 anos mais tarde, no final do outono. A peça traça o retrato de uma família e particularmente de dois irmãos, Andrew e Robert. No primeiro ato da peça, Robert está prestes a ir para o mar com o seu tio Dick, um comandante de navio, enquanto Andrew aguarda com expectativa casar-se com a sua namorada Ruth e trabalhar na fazenda da família quando constituir família.

## Apreciação da crítica
Segundo o programa American Experience (Experiência Americana) citado na página da PBS (Public Broadcasting Service), "os historiadores do teatro apontam Além do Horizonte de O Neill, que estreou em 1920, como a primeira tragédia nativa americana. A peça surgiu da associação de O'Neill com a Provincetown Players, um dos muitos chamados "pequenos teatros" que se desenvolveram na década de 1910 para fornecer espaço de representação alternativos ao teatro comercial daquele tempo."

## Encenações
Beyond the Horizon estreiou na Broadway no Morosco Theatre a 3 de Fevereiro de 1920, tendo passado para o Criterion Theatre a 24 de Fevereiro de 1920 e finalmente para o Little Theatre, de 9 de Março e 26 de Junho de 1920 tendo sido encenada por Homer Saint-Gaudens. O elenco contava com Erville Alderson (James Mayo), Richard Bennett (Robert Mayo), Robert Kelly (Andrew Mayo), Mary Jeffery (Kate Mayo), e Sidney Macy (Captain Dick Scott).
Esta produção ganhou o Prêmio Pulitzer de Teatro de 1920.
Beyond the Horizon foi encenada de novo na Broadway no Mansfield Theatre em 30 de Novembro de 1926 onde teve 79 representações. Encenada por James Light, o elenco constava de Malcolm Williams (James Mayo), Judith Lowry (Kate Mayo), Albert Tavernier (Captain Dick Scott), Thomas Chalmers (Andrew Mayo), Robert Keith (Robert Mayo), Aline MacMahon (Ruth Atkins), Eleanor Wesselhoeft (Mrs. Atkins), e Elaine Koch (Mary).
A peça foi encenada pelo Royal & Derngate em Northampton em Novembro de 2009, tendo a produção sido depois transferida para o National Theatre de Londres em Março de 2010.

## Adaptações
A peça foi adaptada para televisão e transmitida na PBS em Julho de 1975, dirigida por Rick Hauser e Michael Kahn, tendo no elenco Richard Backus (Robert Mayo), Kate Wilkinson (Kate Mayo), John Randolph (James Mayo), Edward J. Moore (Andrew Mayo), Maria Tucci (Ruth Atkins), Geraldine Fitzgerald (Mrs. Atkins), John Houseman (Dr. Fawcett), e James Broderick (Captain Scott).
A peça serviu de libretto para a ópera com o mesmo título do compositor norte-americano Nicolas Flagello composta em 1983.